# Kennedia rubicunda
Kennedia rubicunda là một loài thực vật có hoa trong họ Đậu. Loài này được Vent. miêu tả khoa học đầu tiên.

## Hình ảnh

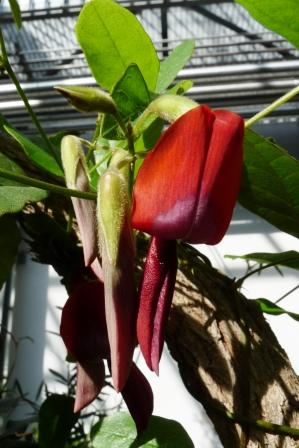
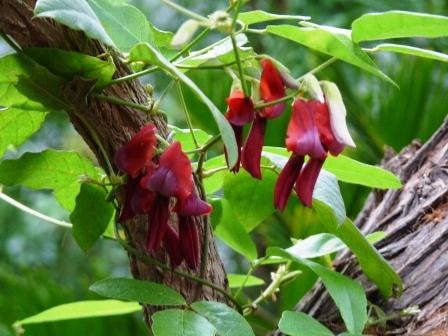
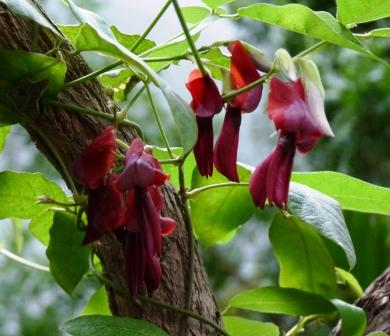
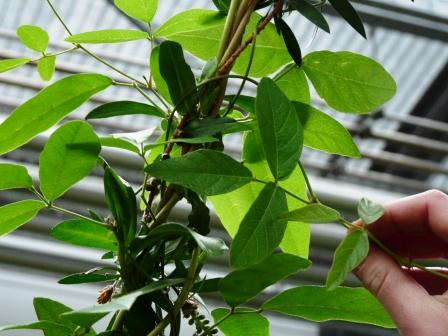